# Pierrepont-sur-l'Arentèle
Pour les articles homonymes, voir Pierrepont et Arentèle (homonymie).
Pierrepont-sur-l'Arentèle est une commune française située dans le département des Vosges en région Grand Est et membre de la communauté de communes Vologne-Durbion.
Ses habitants sont appelés les Pierrepontais.

### Localisation

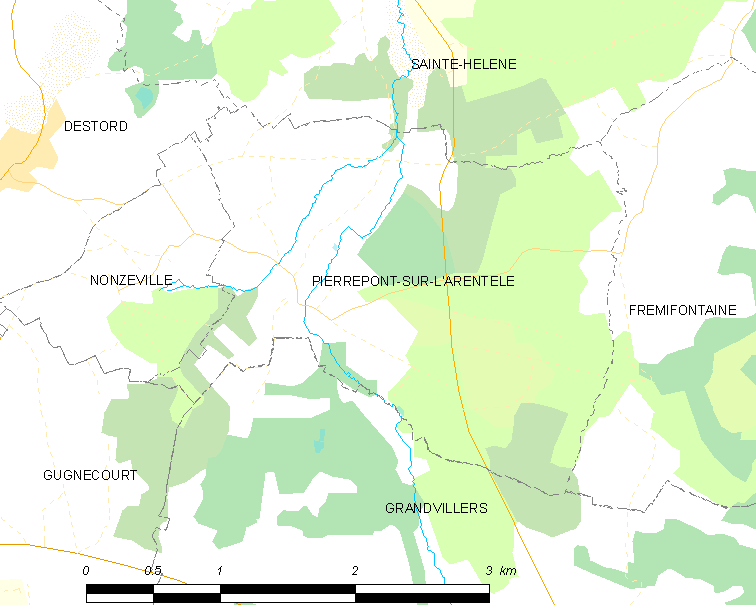
Situation de Pierrepont-sur-l'Arentèle.

## Géographie

### Géologie et relief
La commune se compose de 3,90 hectares de territoires artificialisés (0,62 %), 272,70 hectares de territoires agricoles (43,01 %) et 357,07 hectares de forêts et milieux semi-naturels (56,32 %).
Espaces naturels :
- Une zone naturelle d'intérêt écologique, faunistique et floristique (Znieff) :

Ruisseau des roseaux et affluents à Frémifontaine.
L'Arentèle qui arrose la commune naît au pied de l'Avison à Bruyères.
La forêt relie les villages de Pierrepont-sur-l'Arentèle et de Sainte-Hélène.

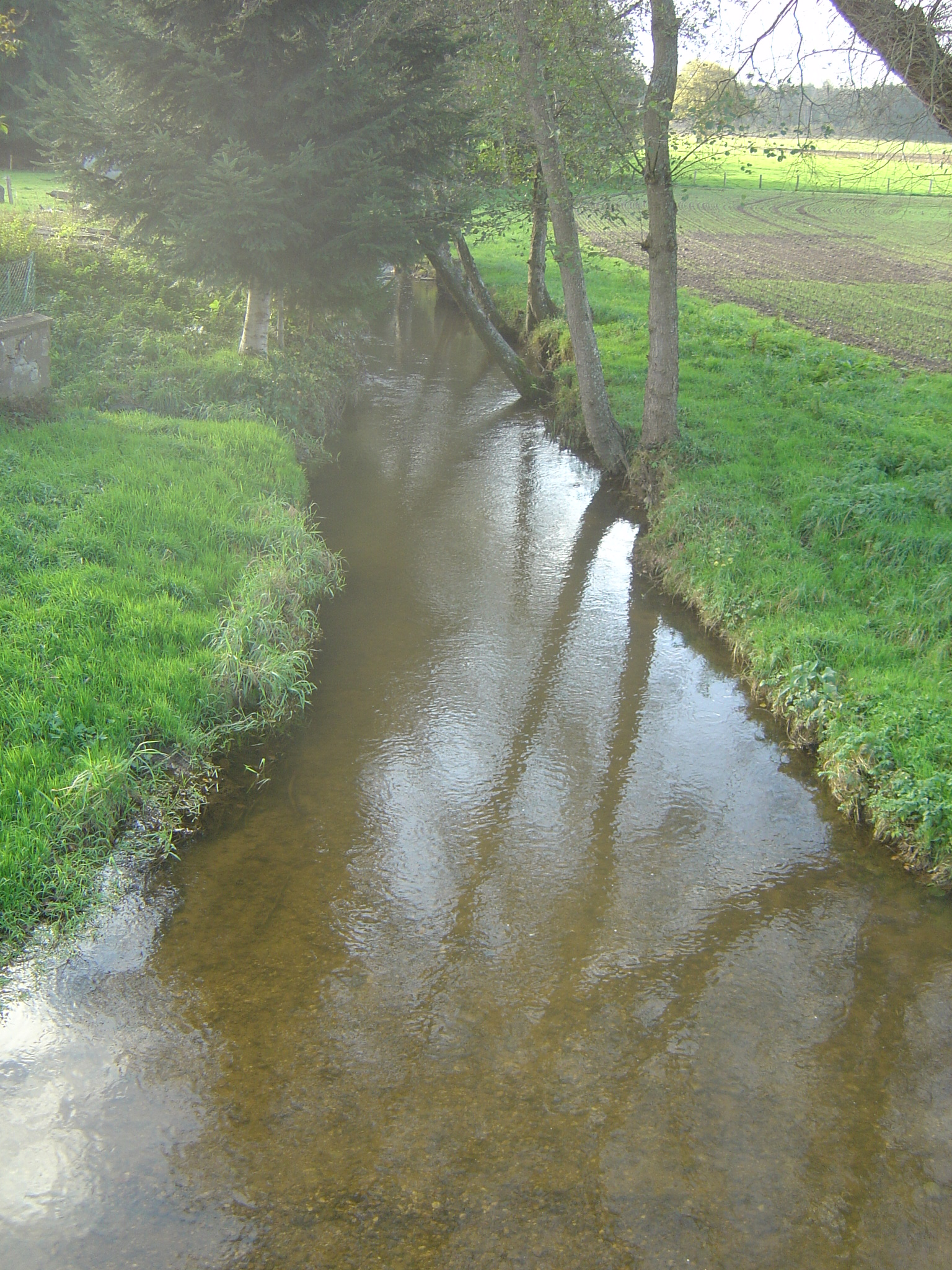
L'Arentèle à Pierrepont.
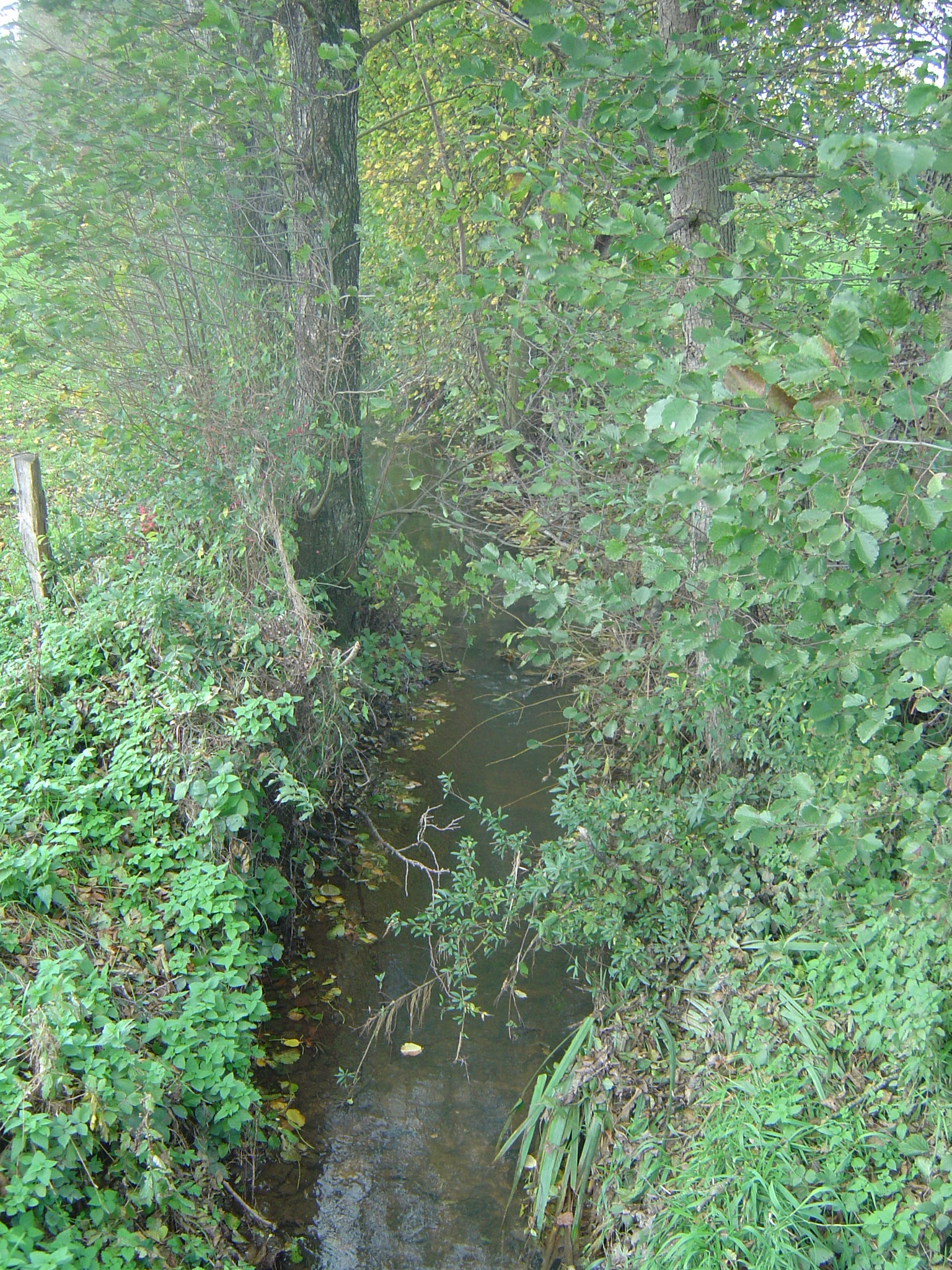
La soie à Pierrepont.

### Hydrographie et les eaux souterraines
Hydrogéologie et climatologie : Système d’information pour la gestion des eaux souterraines du bassin Rhin-Meuse :
Territoire communal : Occupation du sol (Corinne Land Cover); Cours d'eau (BD Carthage),
Géologie : Carte géologique; Coupes géologiques et techniques,
 Hydrogéologie : Masses d'eau souterraine; BD Lisa; Cartes piézométriques.
La commune est située dans le bassin versant du Rhin au sein du bassin Rhin-Meuse. Elle est drainée par l'ruisseau l'Arentele, le ruisseau de Dracourt, le ruisseau le Petit Durbion, le ruisseau de Benaze et le ruisseau de la Soie,.
L'Arentèle, d'une longueur totale de 21,1 km, prend sa source dans la commune de Bruyères et se jette dans la Mortagne à Saint-Gorgon, après avoir traversé cinq communes.

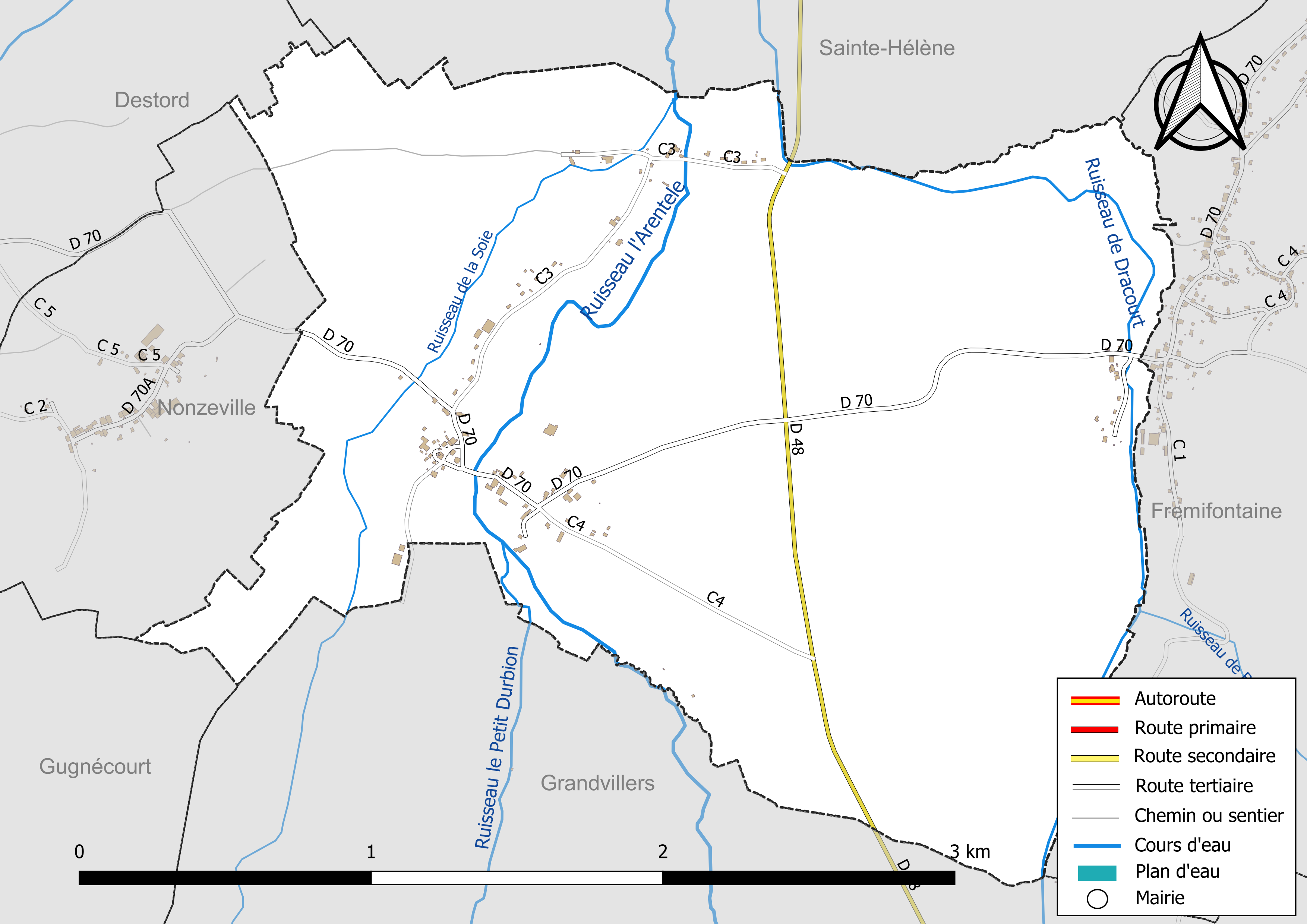
Réseaux hydrographique et routier de Pierrepont-sur-l'Arentèle.

La qualité des eaux de baignade et des cours d’eau peut être consultée sur un site dédié géré par les agences de l’eau et l’Agence française pour la biodiversité.

### Climat
Pour des articles plus généraux, voir Climat du Grand Est et Climat des Vosges.
En 2010, le climat de la commune est de type climat de montagne, selon une étude du Centre national de la recherche scientifique s'appuyant sur une série de données couvrant la période 1971-2000. En 2020, Météo-France publie une typologie des climats de la France métropolitaine dans laquelle la commune est exposée à un climat semi-continental et est dans la région climatique  Vosges, caractérisée par une pluviométrie très élevée (1 500 à 2 000 mm/an) en toutes saisons et un hiver rude (moins de 1 °C).
Pour la période 1971-2000, la température annuelle moyenne est de 9,4 °C, avec une amplitude thermique annuelle de 17 °C. Le cumul annuel moyen de précipitations est de 982 mm, avec 12,7 jours de précipitations en janvier et 10,4 jours en juillet. Pour la période 1991-2020, la température moyenne annuelle observée sur la station météorologique de Météo-France la plus proche, « Le Roulier_sapc », sur la commune du Roulier à 11 km à vol d'oiseau, est de 10,2 °C et le cumul annuel moyen de précipitations est de 1 000,2 mm. 
La température maximale relevée sur cette station est de 38,1 °C, atteinte le 25 juillet 2019 ; la température minimale est de −18,3 °C, atteinte le 20 décembre 2009,,.
Les paramètres climatiques de la commune ont été estimés pour le milieu du siècle (2041-2070) selon différents scénarios d'émission de gaz à effet de serre à partir des nouvelles projections climatiques de référence DRIAS-2020. Ils sont consultables sur un site dédié publié par Météo-France en novembre 2022.

## Urbanisme

### Typologie
Au 1er janvier 2024, Pierrepont-sur-l'Arentèle est catégorisée commune rurale à habitat dispersé, selon la nouvelle grille communale de densité à sept niveaux définie par l'Insee en 2022.
Elle est située hors unité urbaine. Par ailleurs la commune fait partie de l'aire d'attraction d'Épinal, dont elle est une commune de la couronne,. Cette aire, qui regroupe 118 communes, est catégorisée dans les aires de 50 000 à moins de 200 000 habitants,.

### Occupation des sols
L'occupation des sols de la commune, telle qu'elle ressort de la base de données européenne d’occupation biophysique des sols Corine Land Cover (CLC), est marquée par l'importance des forêts et milieux semi-naturels (56,4 % en 2018), une proportion identique à celle de 1990 (56,4 %). La répartition détaillée en 2018 est la suivante : 
forêts (56,4 %), prairies (33,9 %), zones agricoles hétérogènes (9,1 %), zones urbanisées (0,6 %). L'évolution de l’occupation des sols de la commune et de ses infrastructures peut être observée sur les différentes représentations cartographiques du territoire : la carte de Cassini (XVIIIe siècle), la carte d'état-major (1820-1866) et les cartes ou photos aériennes de l'IGN pour la période actuelle (1950 à aujourd'hui).

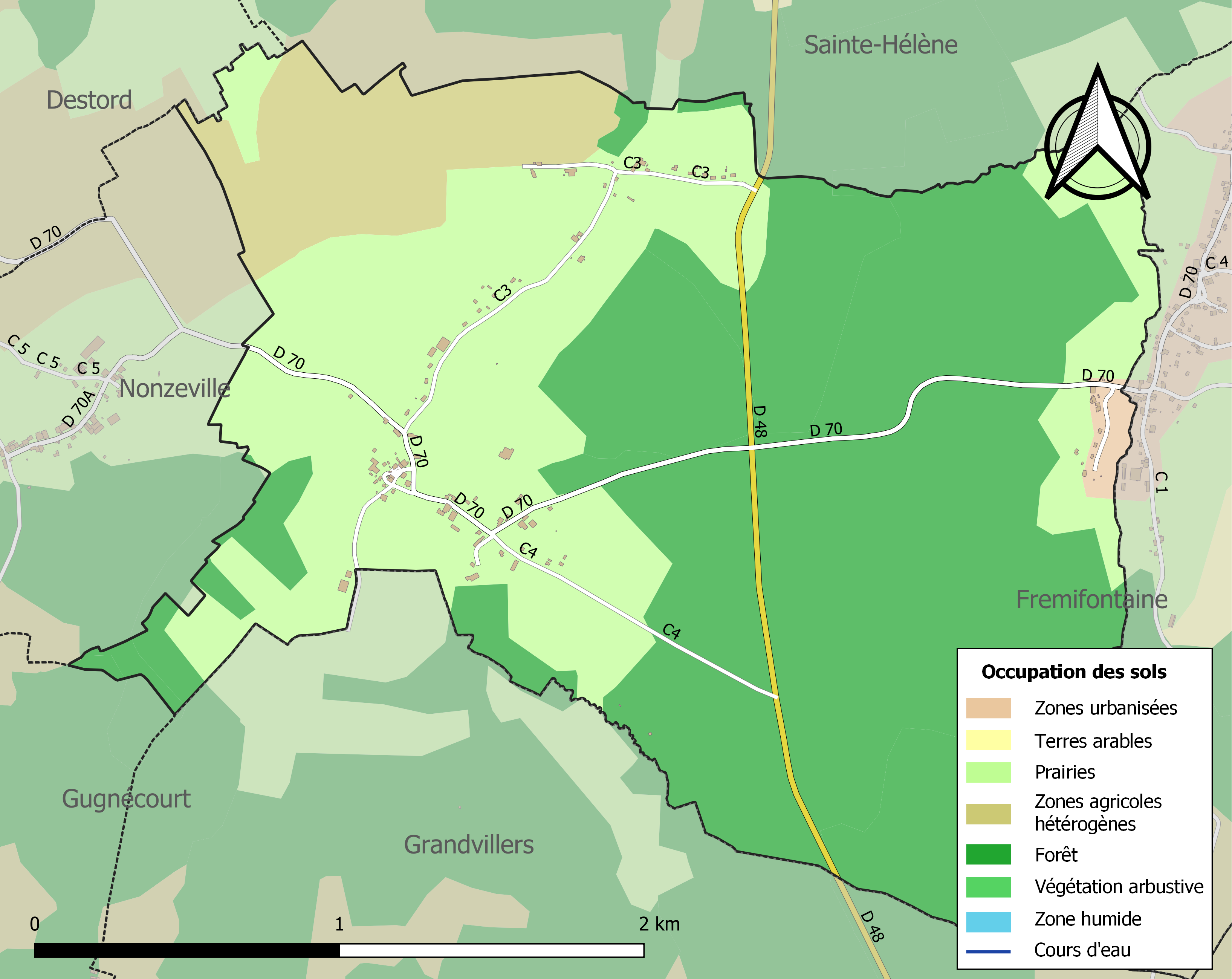
Carte des infrastructures et de l'occupation des sols de la commune en 2018 (CLC).

### Voies de communications et transports

#### Voies routières
La commune est à 1,5 km de Nonzeville, 3,1 de Fremifontaine, 4,2 de Sainte-Hélène et 8,9 de Bruyères.

#### Transports en commun

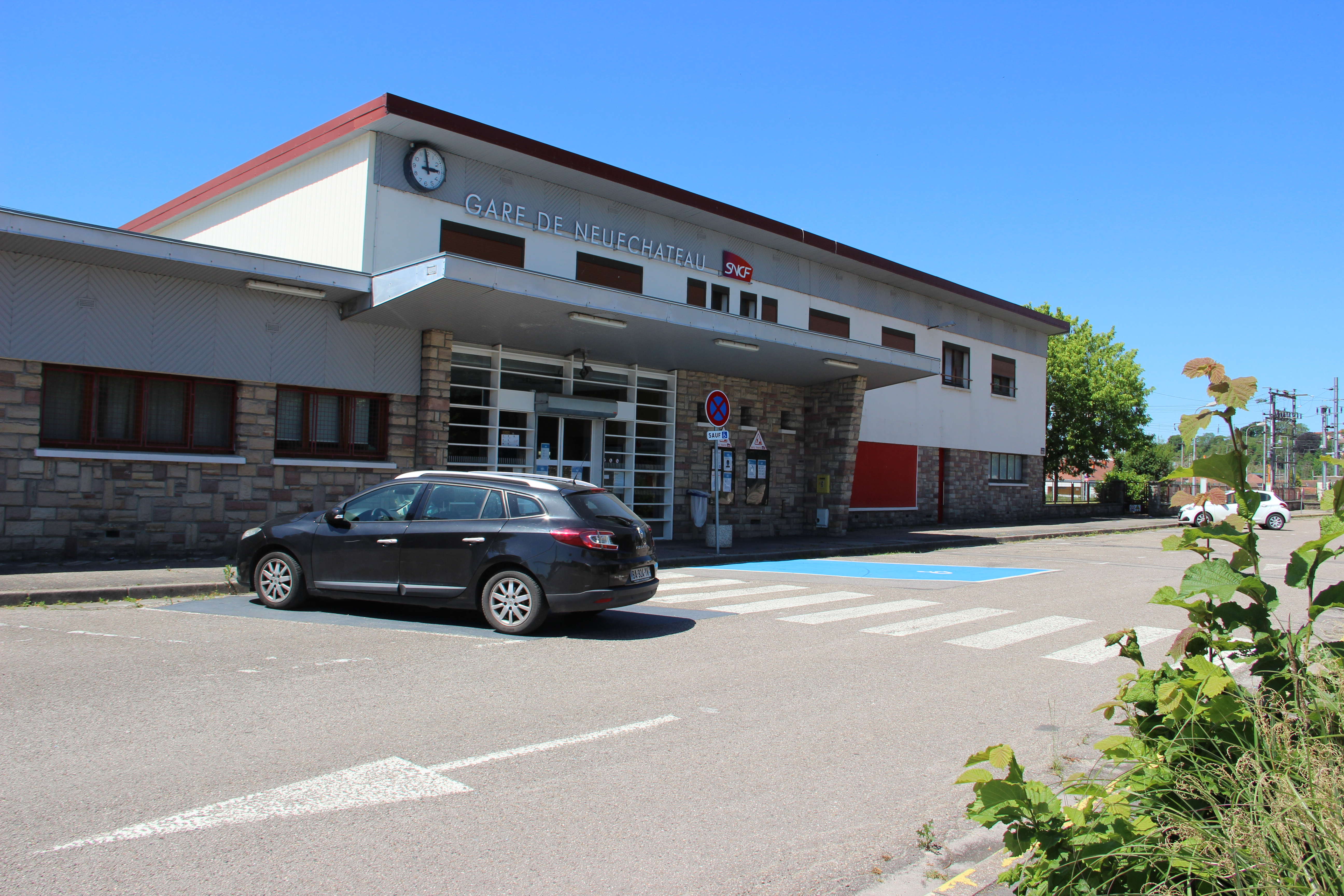
Gare Bruyères.

- Fluo Grand Est.

#### Lignes SNCF
- Gare Bruyères

#### Transports aériens
- L'Aéroport d'Épinal-Mirecourt « Vosges Aéroport ».

À partir de l'été 2021, l’aéroport d’Épinal-Mirecourt est devenu le "pélicandrome" de la Zone Est et servira ainsi de base de ravitaillement et d’intervention pour les avions bombardiers d’eau connus sous le nom de Dash 8.
- Aéroport de Nancy-Essey.
- Aéroport de Colmar - Houssen.

## Toponymie
Le nom de la localité est attesté sous les formes Pierpont (1302) ; Pierepont (1363) ; Pierrepont (1352) ; ? Pontpierre (1711) ; Petreus pons (1768) ; Pierrepont-sur-Arrentelle (1779).

Pierrepont est un toponyme caractéristique des régions dialectales d’oïl septentrional, c'est un « pont de pierre ». Du latin petrae « de pierre » et pontem « pont ».
L'Arentèle est une rivière française de la région Grand Est, qui coule dans le département des Vosges.

## Histoire
Au VIIe siècle, Saint Dié remontant les rives de l'Arentèle y est réputé y avoir fait étape et commencer la construction d'un monastère. Les habitants du village, mécontents de l'arrivée de nouveaux occupants, l'auraient chassé. Il aurait alors poursuivi sa route plus loin vers l'est et fonder la ville de Saint-Dié.

## Politique et administration

### Découpage territorial
Par arrêté préfectoral du 15 septembre 2023, la commune est retirée le 1er janvier 2024 de l'arrondissement d'Épinal et rattachée à l'arrondissement de Saint-Dié-des-Vosges.

### Liste des maires
| Période                                  | Période    | Identité                   | Étiquette | Qualité                             |
| ---------------------------------------- | ---------- | -------------------------- | --------- | ----------------------------------- |
| Les données manquantes sont à compléter. |            |                            |           |                                     |
| mars 1959                                | 1972       | Jean Thomas (1911-2011)    |           | Agriculteur                         |
| 1972                                     | mars 2001  | Hubert Thiriet (1926-2013) |           | Agriculteur                         |
| mars 2001                                | avril 2014 | Claude Husson              |           | Proviseur adjoint du LTR d'Épinal   |
| avril 2014                               | En cours   | Jean-Noël Augusto          |           | Professeur, profession scientifique |

### Budget et fiscalité 2023

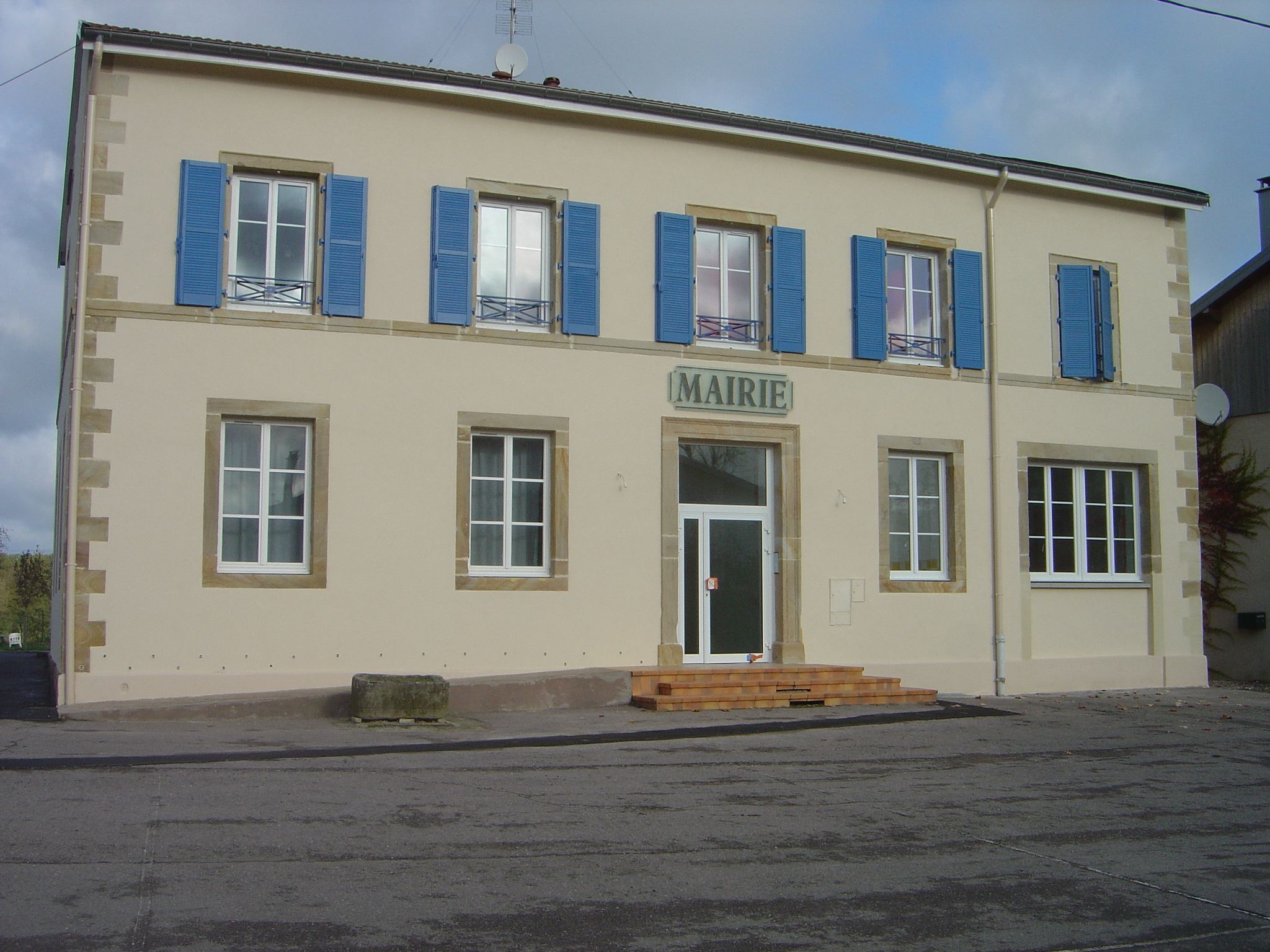
Mairie du village.

En 2023, le budget de la commune était constitué ainsi :
- total des produits de fonctionnement : 127 000 €, soit 922 € par habitant ;
- total des charges de fonctionnement : 107 000 €, soit 774 € par habitant ;
- total des ressources d'investissement : 9 000 €, soit 63 € par habitant ;
- total des emplois d'investissement : 16 000 €, soit 113 € par habitant ;
- endettement : 25 000 €, soit 178 € par habitant.

Avec les taux de fiscalité suivants :
- taxe d'habitation : 15,75 % ;
- taxe foncière sur les propriétés bâties : 36,01 % ;
- taxe foncière sur les propriétés non bâties : 24,85 % ;
- taxe additionnelle à la taxe foncière sur les propriétés non bâties : 0,00 % ;
- cotisation foncière des entreprises : 0,00 %.

Chiffres clés Revenus et pauvreté des ménages en 2021 : médiane en 2021 du revenu disponible, par unité de consommation : 20 840 €.

## Économie

### Entreprises et commerces

#### Agriculture
- Culture et élevage associés.
- Élevage d'autres bovins et de buffles.
- Exploitation forestière.

#### Tourisme
- Hébergements et restauration à Frémifontaine, Bruyères, Jeanménil, Raùmbervillers.

#### Commerces
- Commerces et services de proximité[28].

### Intercommunalité
Pierrepont-sur-l'Arentèle fut une des communes fondatrices de la communauté de communes de l'Arentèle-Durbion-Padozel dont elle fut membre de 2003 à 2013.
Depuis le 1er janvier 2014 elle est intégrée à la communauté de communes Vologne-Durbion.

## Population et société

### Démographie

#### Évolution démographique
L'évolution du nombre d'habitants est connue à travers les recensements de la population effectués dans la commune depuis 1793. Pour les communes de moins de 10 000 habitants, une enquête de recensement portant sur toute la population est réalisée tous les cinq ans, les populations de référence des années intermédiaires étant quant à elles estimées par interpolation ou extrapolation. Pour la commune, le premier recensement exhaustif entrant dans le cadre du nouveau dispositif a été réalisé en 2006.

En 2022, la commune comptait 143 habitants, en évolution de +3,62 % par rapport à 2016 (Vosges : −2,96 %, France hors Mayotte : +2,11 %).
| 1793 | 1800 | 1806 | 1821 | 1831 | 1836 | 1841 | 1846 | 1856 |
| ---- | ---- | ---- | ---- | ---- | ---- | ---- | ---- | ---- |
| 163  | 169  | 218  | 226  | 264  | 255  | 269  | 278  | 241  |

| 1861 | 1866 | 1876 | 1881 | 1886 | 1891 | 1896 | 1901 | 1906 |
| ---- | ---- | ---- | ---- | ---- | ---- | ---- | ---- | ---- |
| 258  | 226  | 229  | 226  | 190  | 173  | 163  | 166  | 167  |

| 1911 | 1921 | 1926 | 1931 | 1936 | 1946 | 1954 | 1962 | 1968 |
| ---- | ---- | ---- | ---- | ---- | ---- | ---- | ---- | ---- |
| 172  | 145  | 145  | 107  | 112  | 117  | 116  | 120  | 132  |

| 1975 | 1982 | 1990 | 1999 | 2006 | 2011 | 2016 | 2021 | 2022 |
| ---- | ---- | ---- | ---- | ---- | ---- | ---- | ---- | ---- |
| 113  | 92   | 120  | 106  | 154  | 149  | 138  | 139  | 143  |

### Enseignement
Établissements d'enseignements :
- Écoles maternelles et primaires à Fremifontaine, Grandvillers, Sainte-Hélène, Viménil, Girecourt-sur-Durbion, Destord.
- Collèges à Bruyères, Rambervillers, Épinal.
- Lycées à Bruyères, La Baffe, Roville-aux-Chênes.

### Santé
Professionnels et établissements de santé :
- Médecins à Grandvillers, Brouvelieures, Bruyères, Sercoeur, Rambervillers.
- Pharmacies à Bruyères, Rambervillers, Deyvillers, Docelles, Dogneville.
- Hôpitaux à Bruyères, Rambervillers, Épinal, Thaon-les-Vosges.

### Cultes
- Culte catholique, Paroisse Sainte-Libaire-de-Rambervillers[36], Diocèse de Saint-Dié .

## Culture locale et patrimoine

### Lieux et monuments

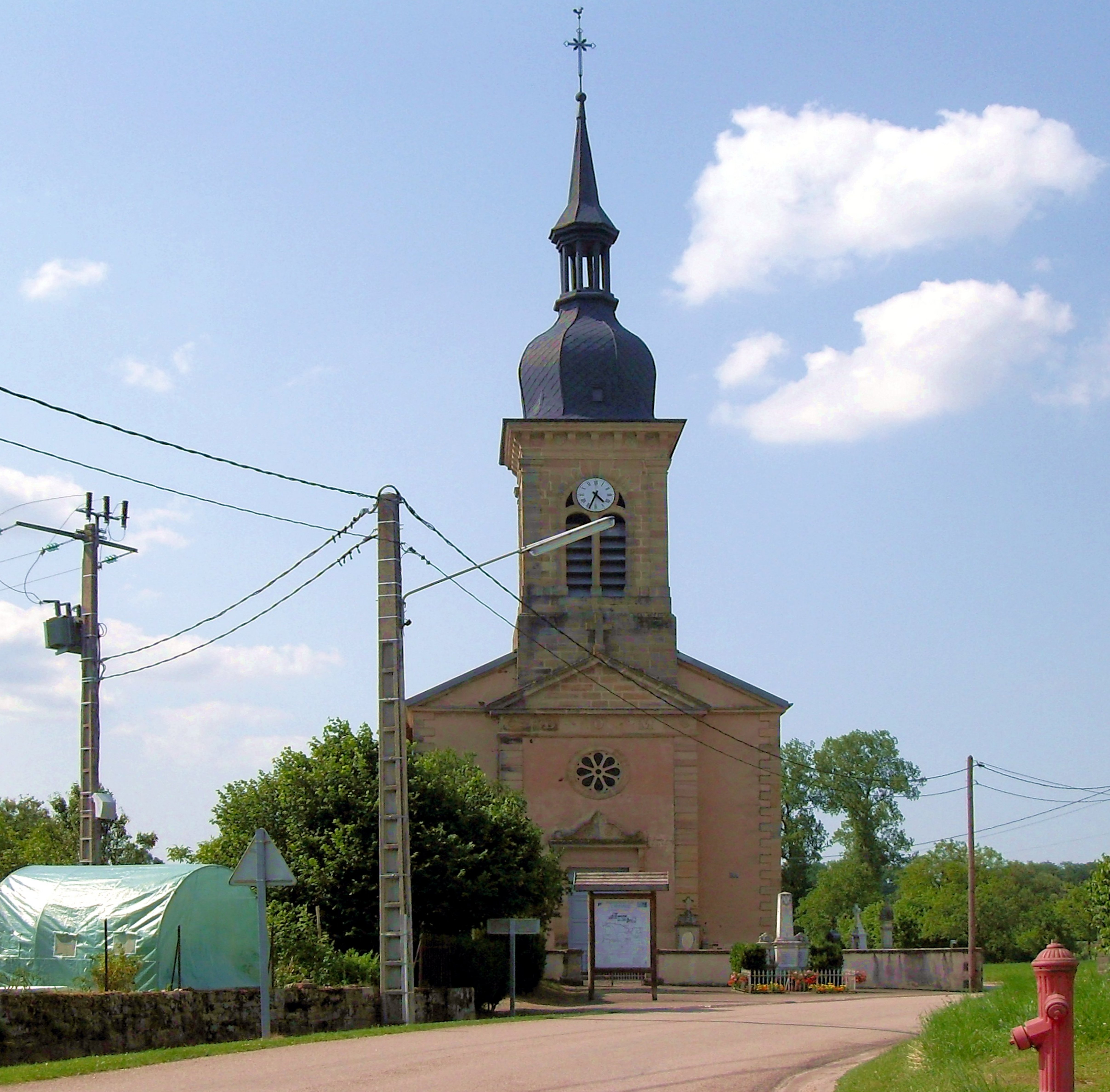
L'église Saint Gengoult-et-Saint Dié.
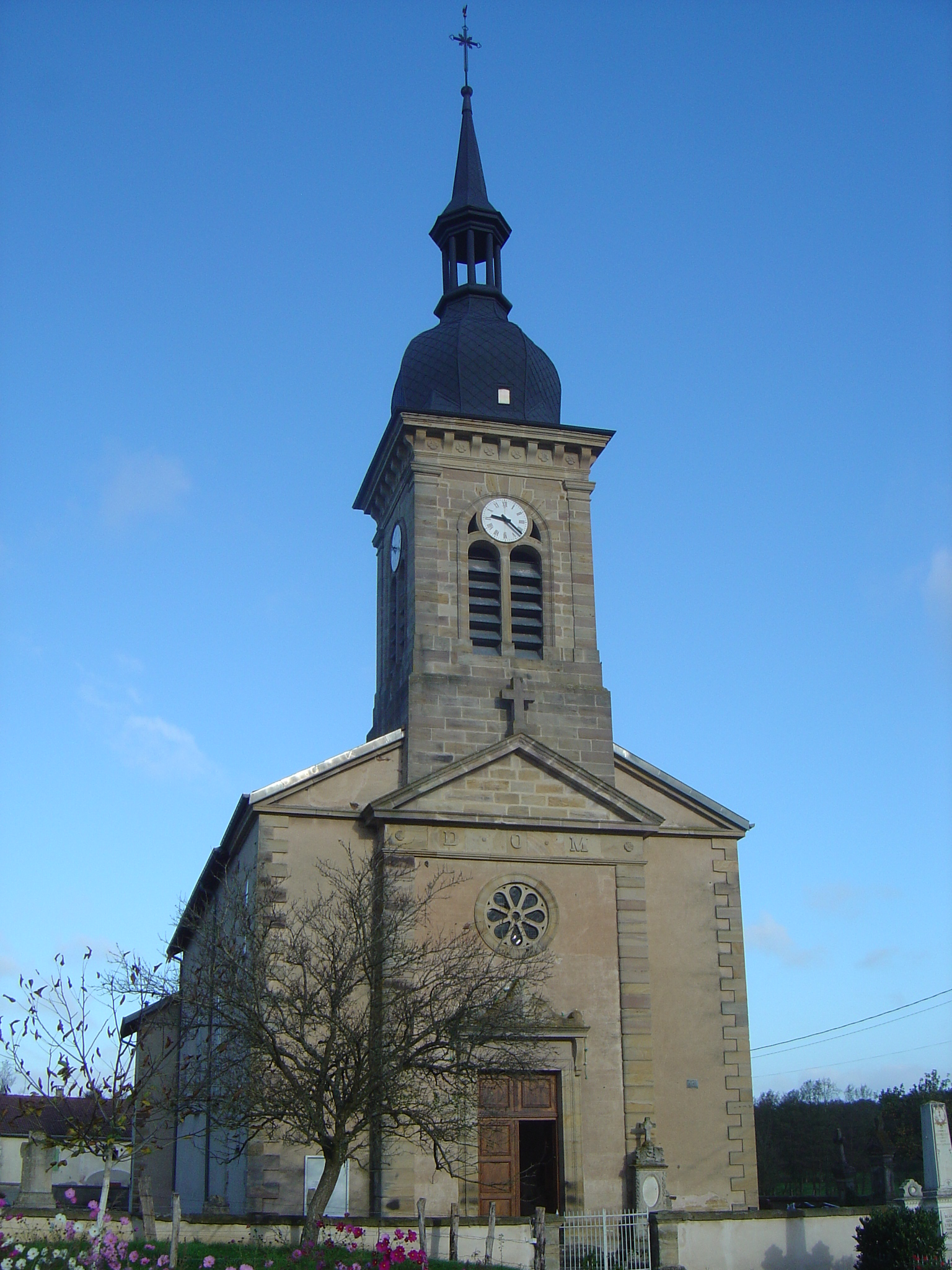
L'église du village.
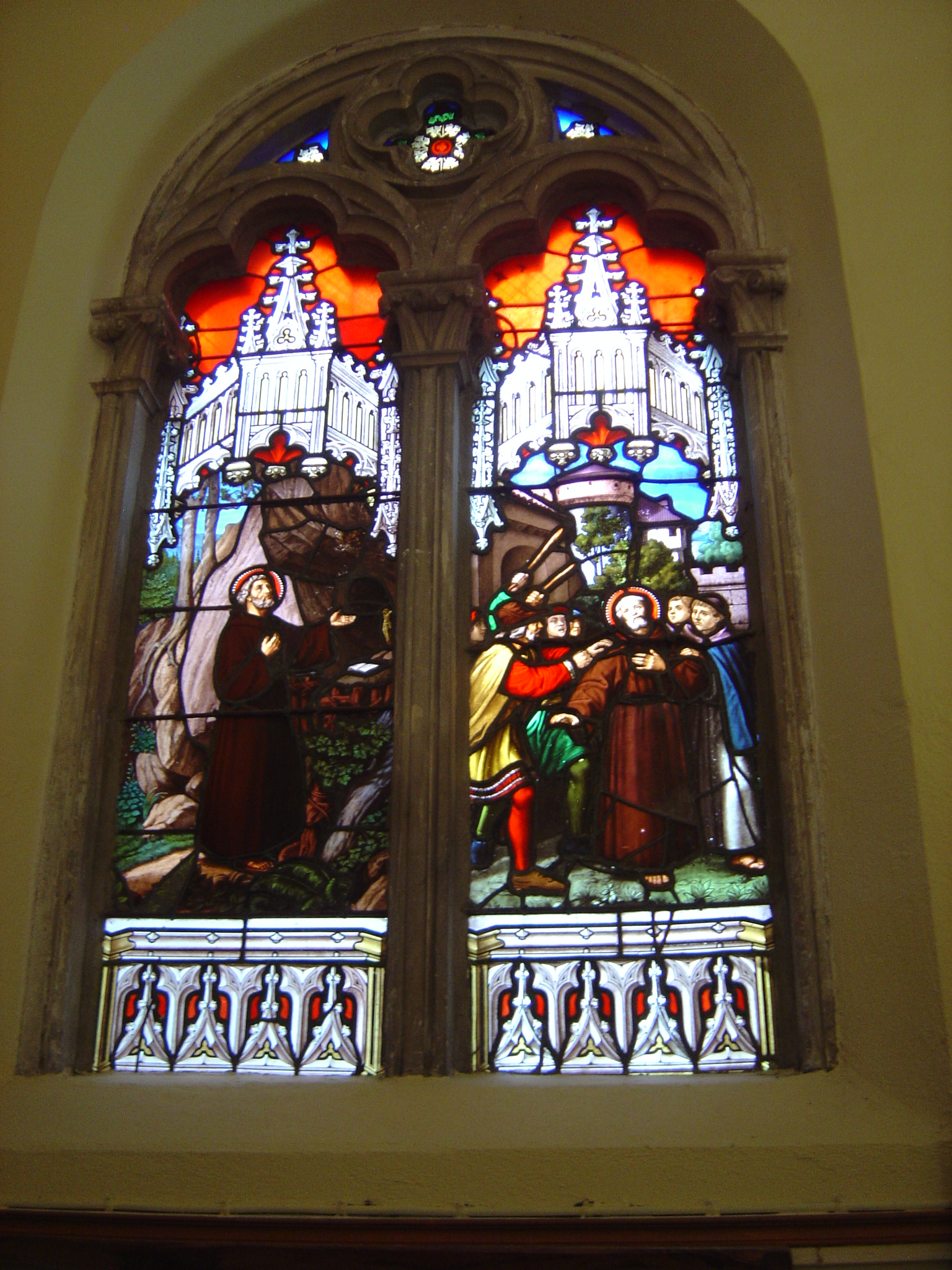
Vitraux néogothiques de la chapelle du Petit-Saint-Dié[37].

- L'église Saint Gengoult-et-Saint Dié possède un clocher à bulbe à la mode du XVIIIe siècle.

Vitraux néogothiques de la Chapelle du Petit-Saint-Dié, seconde moitié du XIXe siècle (Marchal, Nancy), endommagés en 1944 et restaurés en 1972-73 (Atelier 54, Nancy)
- Monument aux morts[38],[39].
- Croix Mathis[40].
- Croix rue de la Forêt[41].
- Pont sur l'Arentèle.

### Personnalités liées à la commune
- Pierre Blanck (1913-1993), ancien maire d'Épinal de 1977 à 1983, y est né.

### Fête locale
- L'Arentèle Day, est une journée fêtée chaque année par les habitants de Pierrepont le 15 août. Un feu d'artifice et une chavande sont traditionnellement organisés à cette date. Cette fête renforce notamment les liens entre les familles.

## Pour approfondir